# Scopula danieli
Scopula danieli är en fjärilsart som beskrevs av Edward P. Wiltshire 1966. Scopula danieli ingår i släktet Scopula och familjen mätare. Inga underarter finns listade.